# UNHhhh
UNHhhh es una serie web estadounidense protagonizada por las drag queens Trixie Mattel y Katya Zamolodchikova que las convirtió en estrellas virales de Internet. La serie, producida por World of Wonder Productions, se estrenó el 25 de marzo de 2016, un año después de que ambas aparecieran en la séptima temporada de RuPaul's Drag Race.
Se emite tanto en el canal de Youtube de World of Wonder, como en su servicio de vídeo a la carta WOW Presents Plus.
En 2017 fue candidato al show del año en los Streamy Awards de 2017, pero perdió ante Sugar Pine 7.
En agosto del mismo año, la productora anunció un spin-off (The Trixie & Katya Show) para la cadena de televisión Viceland.

## Temporadas

### Primera temporada
La primera temporada comenzó el 25 de marzo de 2016, y finalizó el 30 de diciembre, tras 39 episodios.

### Segunda temporada
La segunda temporada se estrenó el 20 de marzo de 2017, y fue interrumpida el 13 de noviembre para el estreno de The Trixie and Katya Show. Durante dicho programa, Bob the Drag Queen sustituyó a Katya desde el décimo episodio, ya que se retiró temporalmente del drag para recuperarse de una recaída en la droga.

### Tercera temporada
El primer episodio de la tercera temporada se estrenó el 17 de octubre de 2018.

## En la DragCon
Además, organizan dos veces al año un panel en las convenciones que se celebran en Los Ángeles (DragCon LA) y en Nueva York (DragCon NY).